# Rhinomyobia australis
Rhinomyobia australis là một loài ruồi trong họ Tachinidae.